# The Singles (альбом Леди Гаги)
The Singles — сборник синглов американской певицы Леди Гаги. Альбом вышел в свет 8 декабря 2010 года исключительно в Японии. В сборник входят 9 CD-дисков, с разными синглами. Дополнительно в альбом вошла песня «Christmas Tree». Также в сборнике присутствуют ремиксы на синглы, в создании которых участвовали такие артисты как Trevor Simpson и Space Cowboy. Альбом был выпущен ограниченным тиражом в 5000 копий.

## История
17 ноября 2010 года компания Universal Music объявила о том, что в скором времени они планируют выпустить новый альбом Леди Гаги. Также была озвучена дата и информация о том, что альбом будет выпущен исключительно на территории Японии. Однако с 14 декабря альбом стал доступен для скачивания на сайте Amazon.com во многих странах, в том числе и в Германии. В альбом вошли все изданные на тот момент синглы и их ремиксы, а также несколько дополнительных треков.

### Обложка
За основу обложки взято фото с фотосессии Хеди Слимана, который также создал обложку для сингла «Telephone». На обложке альбома показана Леди Гага в чёрной кожаной кепке и с пальцем во рту. Слева располагается вертикальная надпись «Lady Gaga — The Singles».

## Продажи и критика
Учитывая ограниченный выпуск альбома и отсутствие на нём новых песен, он не получил много рецензий критиков, однако получил огласку в прессе. Журналисты радио NRJ назвали многие треки с альбома «танцевальными поп-хитами». На территории Японии были проданы все 5000 выпущенных дисков.

## Список композиций
Disc 1:Just Dance-Single
1. «Just Dance» (feat. Colby O’Donis) — 4:04
2. «Just Dance» (Trevor Simpson Remix) (feat. Colby O’Donis) — 7:20

Disc 2:Poker Face-Single
1. «Poker Face» — 3:58
2. «Poker Face» (LLG vs Guéna LG Radio Remix) — 4:09

Disc 3:Eh, Eh (Nothing Else I Can Say)-Single
1. «Eh, Eh (Nothing Else I Can Say)» — 2:55
2. «Poker Face» (Space Cowboy Remix) — 4:53

Disc 4:LoveGame-Single
1. «LoveGame» — 3:36
2. «LoveGame» (Robots to Mars Remix) — 3:12

Disc 5:Paparazzi-Single
1. «Paparazzi» — 3:28
2. «Paparazzi» (Chew Fu GhettoHouse Radio Fix) — 3:48

Disc 6:Bad Romance-Single
1. «Bad Romance» (Radio Edit) — 4:22
2. «Bad Romance» (Bimbo Jones Radio Remix) — 4:00

Disc 7:Telephone-Single
1. «Telephone» (feat. Beyoncé) — 3:40
2. «Telephone» (Alphabeat Remix) (feat. Beyoncé) — 4:48

Disc 8:Alejandro-Single
1. «Alejandro» (Radio Edit) — 4:00
2. «Alejandro» (Dave Audé Radio Remix) — 3:50

Disc 9:The Cherrytree Sessions EP
1. «Poker Face» (Live at The Cherrytree House Piano & Voice Version) — 3:38
2. «Just Dance» (Live at The Cherrytree House Stripped Down Version) — 2:04
3. «Eh, Eh (Nothing Else I Can Say)» (Electric Piano and Human Beat Box Version) — 3:08
4. «Christmas Tree» (feat. Space Cowboy)Bonus Track — 2:22

## Чарты
| Чарт (2010—2011)      | Высшая Позиция |
| --------------------- | -------------- |
| Japanese Albums Chart | 166            |